# Philippe Marchand
Philippe Marchand (ur. 1 września 1939 w Angoulême, zm. 10 stycznia 2018 w Saintes) – francuski polityk, prawnik i samorządowiec, deputowany, w latach 1991–1992 minister spraw wewnętrznych.

## Życiorys
Z wykształcenia prawnik, od 1965 praktykował jako adwokat. Był wieloletnim działaczem Partii Socjalistycznej, z której wystąpił jednak w 2006. W latach 1978–1991 sprawował mandat posła do Zgromadzenia Narodowego VI, VII, VIII i IX kadencji. W latach 1976–2001 zasiadał w radzie departamentu Charente-Maritime, od 1982 do 1985 pełniąc funkcję jej przewodniczącego.
Od lipca 1990 był ministrem delegowanym przy ministrze spraw wewnętrznych. Od stycznia 1991 do kwietnia 1992 sprawował urząd ministra spraw wewnętrznych w gabinetach Michela Rocarda i Édith Cresson.